# Винжулец
Винжулец (рум. Vânjuleț) — село у повіті Мехедінць в Румунії. Входить до складу комуни Винжулец.
Село розташоване на відстані 261 км на захід від Бухареста, 24 км на південний схід від Дробета-Турну-Северина, 81 км на захід від Крайови.

## Населення
За даними перепису населення 2002 року у селі проживали 1533 особи. Усі жителі села рідною мовою назвали румунську.
Національний склад населення села:
| Національність | Кількість осіб | Відсоток |
| -------------- | -------------- | -------- |
| румуни         | 1267           | 82,6%    |
| цигани         | 266            | 17,4%    |